# Réveillez vos méninges
 (signalé en juillet 2025).
Si vous disposez d'ouvrages ou d'articles de référence ou si vous connaissez des sites web de qualité traitant du thème abordé ici, merci de compléter l'article en donnant les références utiles à sa vérifiabilité et en les liant à la section « Notes et références ».
- Archive Wikiwix
- Bing
- Cairn
- DuckDuckGo
- E. Universalis
- Gallica
- Google
- G. Books
- G. News
- G. Scholar
- Persée
- Qwant
- (zh) Baidu
- (ru) Yandex
- (wd) trouver des œuvres sur Wikidata

Réveillez vos méninges est un jeu télévisé français diffusé du 4 septembre 2010 au 25 juin 2011 sur France 2. 
Il est présenté par Thierry Beccaro et diffusé le samedi à 10h50.

## Diffusion
Présenté par Thierry Beccaro, L'emission était diffusé sur France 2 les samedis à 10h50 du 4 septembre 2010 au 25 juin 2011.

## Jeux
Ce jeu comporte 2 manches suivies d'une finale. Au début du jeu, 3 candidats sont présents et doivent s'affronter durant la première manche pour remporter un maximum de points. Le candidat ayant le score le moins élevé est éliminé à l'issue de cette manche. La deuxième manche opposait les 2 candidats restants, le but étant là aussi d'obtenir le score le plus élevé. Ce score est la somme des scores des deux manches et non pas seulement celui de la deuxième manche.
Ces différentes manches sont constitués de petits jeux. En voici quelques-uns ci-dessous.

### Les people
Il s'agit du tout premier jeu de la première manche. Le but est de reconnaître sur chaque image un people dont le visage est rendu méconnaissable par montages (le visage peut par exemple être déformé ou recouvert d'un déguisement). Les candidats jouent à tour de rôle et doivent  visionner chacun une série de 3 images. Chaque people reconnu apporte 3 points, on ne peut donc gagner que 9 points au maximum.

### Le mot caché
Il s'agit d'un des jeux de la 2e manche. Sur une grille carrée de 6 cases sur 6 (donc 36 cases au total) dans laquelle chaque case contient une lettre, les candidats doivent trouver un mot qui est disposé verticalement, horizontalement ou en diagonal. Les 2 candidats jouent chacun leurs tours. À chaque tour, la grille est changée et une nouvelle grille apparaît.

### Les puzzles
Il s'agit d'un des jeux de la 2e manche. Sur un plateau de puzzle pouvant contenir 6 pièces de puzzle. Une ou plusieurs pièces manquent sur ce plateau et les 2 candidats qui jouent simultanément pour chaque tour, doivent indiquer parmi plusieurs propositions, laquelle des pièces manquent ou lorsque plusieurs pièces manquent, ils doivent indiquer laquelle ne fait pas partie du plateau.